# Agrostis hispanica
Agrostis hispanica é uma espécie de gramínea do gênero Agrostis, pertencente à família Poaceae.